# Alfred Stieglitz

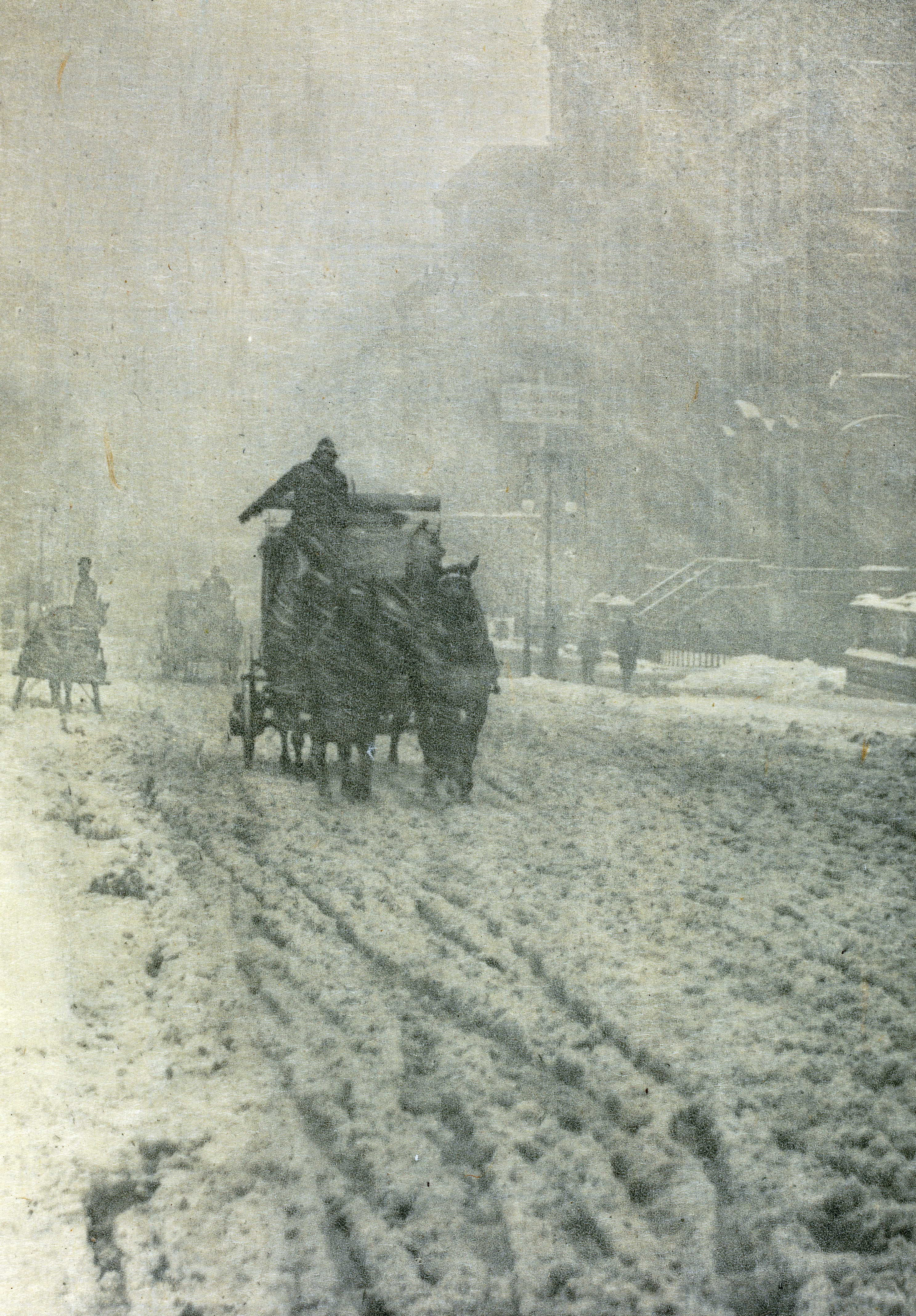
Il famoso tram a cavalli di Stieglitz in “Winter on Fifth Avenue”, scattata il 22 febbraio 1893

Alfred Stieglitz (Hoboken, 1º gennaio 1864 – New York, 13 luglio 1946) è stato un fotografo e gallerista statunitense.

## Biografia
Primo dei sei figli di Edward (1833–1909) e Hedwig Ann Werner (1845–1922), Stieglitz nasce a Hoboken, vicino a New York, durante la guerra civile americana in una famiglia benestante ebraica di origine tedesca molto ben inserita nella società americana. Durante la sua attività fu uno dei principali autori della separazione della fotografia dal semplice ambito del reportage, inaugurando la stagione della fotografia artistica. Si trasferisce nel 1871 con la famiglia a New York, in una grande casa prospiciente Central Park, dove il giovane Alfred inizia i primi studi tecnici. Nel 1882 il padre vende la propria impresa e ritorna in Germania con la famiglia. Alfred studia ingegneria meccanica all'Università di Berlino e inizia a scattare le sue prime fotografie in giro per l'Europa non ancora ventenne. Egli considerò sempre questi anni giovanili come i suoi migliori e i più determinanti per la scoperta della fotografia.
Nel 1884 vince il primo premio al concorso indetto dalla rivista londinese Amateur Photographer. Nel 1890 rientra a New York dove crea con altri soci la Photochrome Engraving Company, una stamperia di fotoincisione e stampa il giornale American Amateur Photographer (1893-1896). Nel 1897 fonda un altro giornale, Camera Notes, organo del Camera club di New York, dove espone per la prima volta nel 1899. Nel 1902 forma il gruppo dei "Foto Secessionisti" e apre le prime sue gallerie, dove espongono fotografi fortemente influenzati dai pittorialisti europei e l'anno dopo fonda e dirige una nuova rivista, Camera Work (di cui usciranno numeri fino al 1917).
Nel 1905 apre insieme al fotografo Edward Steichen la Galleria 291 di Fifth Avenue (New York) che chiuderà 12 anni più tardi. Dopo la chiusura della 291 e l'ultimo numero di Camera Work, Stieglitz apre altri due spazi: la Intimate Gallery nel 1925 e la An American Place nel 1929. In questi spazi ospiterà fino alla sua morte avvenuta nel 1946, qualsiasi forma d'arte, dalla scultura alla grafica.
Stieglitz è una figura fondamentale per la fotografia mondiale e per l'arte americana perché grazie alle sue attività editoriali e alle numerose gallerie dirette è stato un punto di contatto tra gli artisti del nuovo continente e quelli europei e un ottimo divulgatore per il grande pubblico a cui ha raccontato, con grande efficacia, il movimento delle avanguardie artistiche. Continuerà sempre la ricerca fotografica, anche oltrepassando, a partire dal 1907, il pittorialismo stesso. Si considerino, ad esempio, the Steerage (il ponte di terza classe) del 1907 e l'evoluzione raggiunta con la serie Equivalents (scatti ritraenti delle nuvole, rappresentate come 'equivalenti' appunto degli stati d'animo) alcuni anni più tardi. Nel 1924 sposa la pittrice Georgia O'Keeffe. Nel 1937 scatta le sue ultime fotografie. Muore nel 1946 nella sua New York.

## Photo-Secession
L'associazione “Photo-Secession” venne creata il 17 febbraio 1902. La nascita di tale gruppo deriva da un escamotage ideato da Stieglitz, al quale venne affidato dal National Arts Club il compito di organizzare una mostra antologica con tutti i migliori fotografi americani del momento. Avendo incontrato veti e contrasti da parte dei membri più conservatori del Club, onde rafforzare il proprio potere decisionale, mise in piedi un gruppo di cui si poteva entrare a far parte solo su invito. I fotografi invitati, sarebbero poi confluiti nella mostra, dopo esser diventati membri del gruppo. La mostra, dal titolo “American Pictorial Photography Arranged by the “Photo-Secession””, ebbe luogo lo stesso anno.
I foto-secessionisti si fecero promotori di una concezione della fotografia come arte, ed in particolar modo attraverso la poetica del pittorialismo. Lo stesso Stieglitz ebbe a precisare: “The object of the Photo-Secession is: to advance photography as applied to pictorial expression”. Secondo i dettami estetici soggiacenti alle opere dei fotografi selezionati, la fotografia dovrebbe emulare la resa visiva della pittura. Con questo fine si inventarono nuovi accorgimenti meccanici, si sperimentarono nuovi filtri ed effetti stilistici.

## Camera Work
La rivista Camera Work nasce come organo dell'associazione, con l'esplicito obiettivo di promuovere i fotografi pittorialisti. Ma dal 1910 Camera Work inizia ad abbandonare l'esclusività degli interessi per il pittorialismo mantenendo l'approccio culturalista alla fotografia, che lo distingue storicamente come prima rivista che non parli solo della fotografia indagando questioni squisitamente tecniche.

## Gallery 291
Nel 1905, consigliato dal suo amico Edward Steichen, Stieglitz affitta uno studio sulla Fifth Avenue 291 al fine di esporre le opere dei fotosecessionisti. La galleria prende il nome di "Little Galleries of the Photo-Secession", ma con il tempo espanderà i suoi interessi fino a diventare un polo di riferimento per l'arte moderna negli Stati Uniti e verrà conosciuta semplicemente come "Gallery 291". Fu in questa galleria che per la prima volta sbarcarono oltreoceano le opere di Cézanne, Matisse, Picasso e Rodin.